# سافو الشمالية
سافو الشمالية (بالفنلندية: Pohjois-Savo) (بالسويدية: Norra Savolax)، إقليم فنلندي. كووبيو كبرى مدن الإقليم.